# Michel Runau
Lambert Michel Runau (Grund, 17 september 1874 – aldaar, 18 augustus 1909) was een Luxemburgs kunstschilder.

## Leven en werk
Michel Runau was een zoon van typograaf Ferdinand Rudolph Runau en Maria Theresia Igel. Hij bezocht het atheneum en de École d'artisans de l'État (ambachtsschool) in de Luxemburgse hoofdstad. Hij studeerde aan de École des arts decoratifs in Straatsburg en de Kunstacademie van München. Bij zijn terugkeer naar het groothertogdom werd hij benoemd tot chargé de cours op de ambachtsschool. In 1904 behaalde hij het diploma maîtrise de dessin en werd in hetzelfde jaar aangesteld als chargé de cours aan het gymnasium in Diekirch. In 1905 kreeg hij er zijn benoeming tot maître de dessin.
Runau schilderde onder meer landschappen in aquarel. Hij werd lid van de kunstenaarsvereniging Cercle Artistique de Luxembourg (CAL), waar hij van 1902 tot 1909 deelnam aan de salons. Michel Runau overleed aan een ziekte, op 34-jarige leeftijd.

## Enkele werken

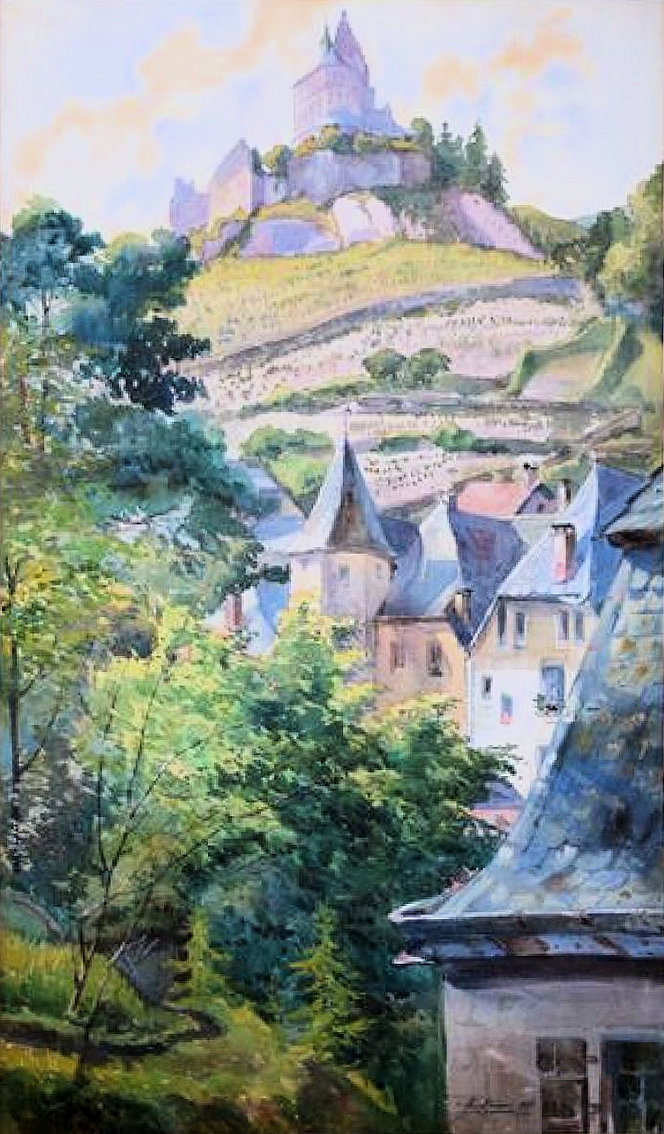
Vianden, 1907
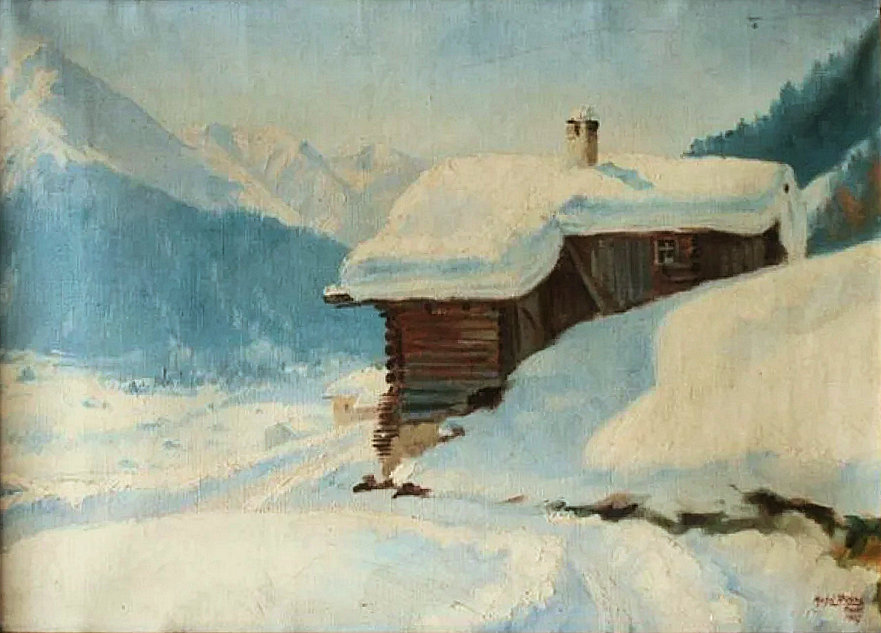
Davos, 1907

- Musée national d'archéologie, d'histoire et d'art: lkl007316